# Représentation P
 (signalé en mai 2025).
Si vous disposez d'ouvrages ou d'articles de référence ou si vous connaissez des sites web de qualité traitant du thème abordé ici, merci de compléter l'article en donnant les références utiles à sa vérifiabilité et en les liant à la section « Notes et références ».
- Archive Wikiwix
- Bing
- Cairn
- DuckDuckGo
- E. Universalis
- Gallica
- Google
- G. Books
- G. News
- G. Scholar
- Persée
- Qwant
- (zh) Baidu
- (ru) Yandex
- (wd) trouver des œuvres sur Wikidata

En mécanique quantique et dans un espace à une dimension, la représentation P ou réalisation-P est la représentation dans laquelle l'opérateur d'impulsion {\displaystyle {\hat {\mathbf {p} }}_{x}} appliqué au vecteur propre de cette représentation s'écrit :   
{\displaystyle {\hat {\mathbf {p} }}_{x}\left|p_{x}\right\rangle =p_{x}\left|p_{x}\right\rangle }
Comme l'opérateur {\displaystyle {\hat {\mathbf {p} }}_{x}} est hermitien, on peut montrer pour un vecteur d'état que :
{\displaystyle {\hat {\mathbf {p} }}_{x}\left|\psi \right\rangle =p_{x}\left|\psi \right\rangle }
Dans cette représentation, l'opérateur de position {\displaystyle \mathbf {\hat {x}} } dans l'espace à une dimension est tel que : 
{\displaystyle \langle p_{x}|\mathbf {\hat {x}} \left|\psi \right\rangle =\langle p_{x}|i\hbar {\frac {\partial }{\partial p_{x}}}\left|\psi \right\rangle }
Ce qui se réécrit de façon allégée dans la littérature :
{\displaystyle \mathbf {\hat {x}} \left|\psi \right\rangle =i\hbar {\frac {\partial }{\partial p_{x}}}\left|\psi \right\rangle }
Il faut distinguer cette représentation de la représentation X dans laquelle l'opérateur de position s'écrit simplement {\displaystyle x}.

## Commutateur [X,P]
Le commutateur de {\displaystyle {\hat {\mathbf {x} }}} et {\displaystyle \mathbf {{\hat {p}}_{x}} } est défini par :
{\displaystyle [{\hat {\mathbf {x} }},\mathbf {{\hat {p}}_{x}} ]={\hat {\mathbf {x} }}\mathbf {{\hat {p}}_{x}} -\mathbf {{\hat {p}}_{x}} {\hat {\mathbf {x} }}}
On peut calculer sa valeur en l'appliquant à un vecteur d'état :
{\displaystyle [{\hat {\mathbf {x} }},\mathbf {{\hat {p}}_{x}} ]\left|\psi \right\rangle ={\hat {\mathbf {x} }}\mathbf {{\hat {p}}_{x}} \left|\psi \right\rangle -\mathbf {{\hat {p}}_{x}} {\hat {\mathbf {x} }}\left|\psi \right\rangle }
En réalisation P, cela s'écrit :
{\displaystyle [{\hat {\mathbf {x} }},\mathbf {{\hat {p}}_{x}} ]\left|\psi \right\rangle =i\hbar {\frac {\partial }{\partial p_{x}}}(p_{x}\left|\psi \right\rangle )-i\hbar p_{x}{\frac {\partial }{\partial p_{x}}}\left|\psi \right\rangle }
La dérivée d'un produit {\displaystyle uv} étant {\displaystyle (uv)'=u'v+uv'}, cela donne :
{\displaystyle [{\hat {\mathbf {x} }},\mathbf {{\hat {p}}_{x}} ]\left|\psi \right\rangle =i\hbar (({\frac {\partial }{\partial p_{x}}}p_{x})\left|\psi \right\rangle +p_{x}{\frac {\partial }{\partial p_{x}}}\left|\psi \right\rangle -p_{x}{\frac {\partial }{\partial p_{x}}}\left|\psi \right\rangle )}
{\displaystyle [{\hat {\mathbf {x} }},\mathbf {{\hat {p}}_{x}} ]\left|\psi \right\rangle =i\hbar (1)\left|\psi \right\rangle =i\hbar \left|\psi \right\rangle }

La valeur du commutateur de {\displaystyle {\hat {\mathbf {x} }}} et {\displaystyle \mathbf {{\hat {p}}_{x}} } est donc :
{\displaystyle [{\hat {\mathbf {x} }},\mathbf {{\hat {p}}_{x}} ]=i\hbar }
Cette valeur, indépendante de la base, est liée au principe d'incertitude de Heisenberg.